# Monster (R.E.M.-Album)
Monster ist das 1994 erschiene neunte Studioalbum der US-amerikanischen Rockband R.E.M..

## Entstehung und Veröffentlichung
Die Erstveröffentlichung von Monster erfolgte am 23. September 1994 bei Warner Bros. Records. Das Album erschien in seiner Originalausführung als CD mit zwölf Titeln (Katalognummer: 9362-45740-2). Zum 25-jährigen Jubiläum erschien das Album erstmals als LP-Ausführung bei Concord Records (Katalognummer: 00888072111493).
Geschrieben und produziert wurden die Lieder gemeinsam von den R.E.M.-Mitgliedern Bill Berry, Peter Buck, Mike Mills und Michael Stipe. Bei der Produktion erhielt die Band Unterstützung durch Scott Litt.

## Stil
Mit Monster kehrt die Band nach den Vorgängern Automatic for the People und Out of Time, die einen wesentlich poppigeren Sound hatten, zu ihren Wurzeln zurück. Die Musik ist größtenteils im Bereich Alternative Rock anzusiedeln, Gitarrenriffs sind häufiger verzerrt als auf den Vorgängern. Das Lied Let Me In ist einem Freund Stipes gewidmet, nämlich dem Nirvana-Frontsänger Kurt Cobain, der im April 1994 Suizid begangen hatte. 
Das gesamte Album wurde dem ebenfalls verstorbenen Musiker und Schauspieler River Phoenix gewidmet, der 1993 an einer versehentlichen Überdosis gestorben war. Dessen Schwester Rain steuerte den Hintergrundgesang zu Bang and Blame bei. Ebenso wirkten bei dem Song Stipes’ Schwester Lynda, Lou Barlow und Ané mit. Thurston Moore von Sonic Youth steuerte zu Crush with Eyeliner den Hintergrundgesang bei.

## Titelliste
1. What’s the Frequency, Kenneth? – 4:00
2. Crush with Eyeliner – 4:39
3. King of Comedy – 3:40
4. I Don’t Sleep, I Dream – 3:27
5. Star 69 – 3:07
6. Strange Currencies – 3:52
7. Tongue – 4:13
8. Bang and Blame – 5:30
9. I Took Your Name – 4:02
10. Let Me In – 3:28
11. Circus Envy – 4:15
12. You – 4:54

## Singleauskopplungen
| Jahr | Titel                          | Höchstplatzierung, Gesamtwochen, AuszeichnungChartplatzierungen (Jahr, Titel, , Platzierungen, Wochen, Auszeichnungen, Anmerkungen) | Höchstplatzierung, Gesamtwochen, AuszeichnungChartplatzierungen (Jahr, Titel, , Platzierungen, Wochen, Auszeichnungen, Anmerkungen) | Höchstplatzierung, Gesamtwochen, AuszeichnungChartplatzierungen (Jahr, Titel, , Platzierungen, Wochen, Auszeichnungen, Anmerkungen) | Höchstplatzierung, Gesamtwochen, AuszeichnungChartplatzierungen (Jahr, Titel, , Platzierungen, Wochen, Auszeichnungen, Anmerkungen) | Höchstplatzierung, Gesamtwochen, AuszeichnungChartplatzierungen (Jahr, Titel, , Platzierungen, Wochen, Auszeichnungen, Anmerkungen) | Anmerkungen                             |
| Jahr | Titel                          | DE | AT | CH | UK | US | Anmerkungen                             |
| ---- | ------------------------------ | --- | --- | --- | --- | --- | --------------------------------------- |
| 1994 | What’s the Frequency, Kenneth? | DE74 (7 Wo.)DE | AT21 (3 Wo.)AT | CH22 (11 Wo.)CH | UK9 Silber · (9 Wo.)UK | US21 (20 Wo.)US | Erstveröffentlichung: 5. September 1994 |
| 1995 | Bang and Blame                 | DE74 (10 Wo.)DE | — | — | UK15 (6 Wo.)UK | US19 (14 Wo.)US | Erstveröffentlichung: 10. Januar 1995   |
| 1995 | Star 69                        | — | — | — | — | US74 (1 Wo.)US | Erstveröffentlichung: 7. März 1995      |
| 1995 | Strange Currencies             | — | — | — | UK9 (5 Wo.)UK | US47 (15 Wo.)US | Erstveröffentlichung: 18. April 1995    |
| 1995 | Crush with Eyeliner            | — | — | — | UK23 (4 Wo.)UK | — | Erstveröffentlichung: 15. August 1995   |
| 1995 | Tongue                         | — | — | — | UK13 (5 Wo.)UK | — | Erstveröffentlichung: 21. Oktober 1995  |

## Rezeption
Robert Palmer vom Rolling Stone vergab viereinhalb von fünf möglichen Sternen. Stephen Thomas Erlewine vergab bei Allmusic zweieinhalb von fünf möglichen Sternen. Er bezeichnete das Album als das lange erwartete Rockalbum; es rocke nur nicht so, wie man es erwartet (Monster is indeed R.E.M.'s long-promised “rock” album; it just doesn't rock in the way one might expect.).

## Kommerzieller Erfolg

### Chartplatzierungen
| ChartsChartplatzierungen       | Höchstplatzierung | Wochen |
| ------------------------------ | ----------------- | ------ |
| Deutschland (GfK)              | 2 (44 Wo.)        | 44     |
| Österreich (Ö3)                | 1 (22 Wo.)        | 22     |
| Schweiz (IFPI)                 | 1 (31 Wo.)        | 31     |
| Vereinigte Staaten (Billboard) | 1 (54 Wo.)        | 54     |
| Vereinigtes Königreich (OCC)   | 1 (64 Wo.)        | 64     |

| ChartsJahrescharts (1994) | Platzierung |
| ------------------------- | ----------- |
| Deutschland (GfK)         | 37          |
| Österreich (Ö3)           | 34          |
| Schweiz (IFPI)            | 39          |

| ChartsJahrescharts (1995)    | Platzierung |
| ---------------------------- | ----------- |
| Deutschland (GfK)            | 40          |
| Vereinigtes Königreich (OCC) | 47          |

### Auszeichnungen für Musikverkäufe
| Land/Region                  | Auszeichnungen für Musikverkäufe (Land/Region, Auszeichnung, Verkäufe) | Verkäufe    |
| ---------------------------- | ---------------------------------------------------------------------- | ----------- |
| Australien (ARIA)            | Platin                                                                 | 70.000      |
| Belgien (BRMA)               | Gold                                                                   | 25.000      |
| Deutschland (BVMI)           | Platin                                                                 | 500.000     |
| Europa (IFPI)                | 2× Platin                                                              | (2.000.000) |
| Finnland (IFPI)              | Gold                                                                   | 21.125      |
| Frankreich (SNEP)            | 2× Gold                                                                | 200.000     |
| Italien (FIMI)               | 2× Platin                                                              | 500.000     |
| Kanada (MC)                  | 6× Platin                                                              | 600.000     |
| Neuseeland (RMNZ)            | 2× Platin                                                              | 30.000      |
| Niederlande (NVPI)           | Gold                                                                   | 50.000      |
| Österreich (IFPI)            | Platin                                                                 | 50.000      |
| Schweden (IFPI)              | Platin                                                                 | 100.000     |
| Schweiz (IFPI)               | Platin                                                                 | 50.000      |
| Spanien (Promusicae)         | Platin                                                                 | 100.000     |
| Vereinigte Staaten (RIAA)    | 4× Platin                                                              | 4.000.000   |
| Vereinigtes Königreich (BPI) | 3× Platin                                                              | 900.000     |
| Insgesamt                    | 5× Gold · 25× Platin ·                                                 | 7.221.125   |

Hauptartikel: R.E.M./Auszeichnungen für Musikverkäufe